# Pantophilie
La pantophilie est un terme dérivé du grec ancien, πᾶν (pãn) signifiant « tout » et φιλία (philie) « amour », celui qui aime tout, dans le sens de s'intéresser à tout, par extension, déviation psychologique.

## Origine
Voltaire (1694-1778) surnomma le grand encyclopédiste Diderot (1713-1784) le « Pantophile », l'ami de toutes choses,, alors que par dérision il l'appelait « Frère Tonpla », Platon prononcé à l’envers, ce qui lui valut d'être soupçonné de précursage du verlan.